# 드라큘라 레전드
《드라큘라 레전드》(영어: Saint Dracula 3D)는 2012년 제작된 루페시 폴 감독의 드라큘라 영화이다.

## 출연진
- 미치 파월 - 드라큘라